# França (calciatore 1976)
Françoaldo Sena de Souza noto come França (Codó, 2 marzo 1976) è un ex calciatore brasiliano, di ruolo attaccante.

## Palmarès

### Club

#### Competizioni statali
- Campionato paulista: 2

San Paolo: 1998, 2000

#### Competizioni nazionali
- Torneo Rio-San Paolo: 1

San Paolo: 2001

#### Competizioni internazionali
- Coppa Master di Coppa CONMEBOL: 1

San Paolo: 1996

### Individuale
- Capocannoniere del Campionato Paulista: 2

1998 (12 gol), 2000 (18 gol)
- Capocannoniere del Torneo Rio-San Paolo: 2

2001 (6 gol), 2002 (19 gol)

## Statistiche

### Cronologia presenze e reti in nazionale
| Cronologia completa delle presenze e delle reti in nazionale ― Brasile | Cronologia completa delle presenze e delle reti in nazionale ― Brasile | Cronologia completa delle presenze e delle reti in nazionale ― Brasile | Cronologia completa delle presenze e delle reti in nazionale ― Brasile | Cronologia completa delle presenze e delle reti in nazionale ― Brasile | Cronologia completa delle presenze e delle reti in nazionale ― Brasile | Cronologia completa delle presenze e delle reti in nazionale ― Brasile | Cronologia completa delle presenze e delle reti in nazionale ― Brasile |
| Data                                                                   | Città                                                                  | In casa                                                                | Risultato                                                              | Ospiti                                                                 | Competizione                                                           | Reti                                                                   | Note                                                                   |
| ---------------------------------------------------------------------- | ---------------------------------------------------------------------- | ---------------------------------------------------------------------- | ---------------------------------------------------------------------- | ---------------------------------------------------------------------- | ---------------------------------------------------------------------- | ---------------------------------------------------------------------- | ---------------------------------------------------------------------- |
| 23-5-2000                                                              | Cardiff                                                                | Galles                                                                 | 0 – 3                                                                  | Brasile                                                                | Amichevole                                                             | -                                                                      |                                                                        |
| 27-5-2000                                                              | Londra                                                                 | Inghilterra                                                            | 1 – 1                                                                  | Brasile                                                                | Amichevole                                                             | 1                                                                      |                                                                        |
| 4-6-2000                                                               | Lima                                                                   | Perù                                                                   | 0 – 1                                                                  | Brasile                                                                | Qual. Mondiali 2002                                                    | -                                                                      | 75’                                                                    |
| 28-6-2000                                                              | Rio de Janeiro                                                         | Brasile                                                                | 1 – 1                                                                  | Uruguay                                                                | Qual. Mondiali 2002                                                    | -                                                                      |                                                                        |
| 18-7-2000                                                              | Asunción                                                               | Paraguay                                                               | 2 – 1                                                                  | Brasile                                                                | Qual. Mondiali 2002                                                    | -                                                                      | 46’                                                                    |
| 15-11-2000                                                             | San Paolo                                                              | Brasile                                                                | 1 – 0                                                                  | Colombia                                                               | Qual. Mondiali 2002                                                    | -                                                                      | 79’                                                                    |
| 7-3-2002                                                               | Cuiabá                                                                 | Brasile                                                                | 6 – 1                                                                  | Islanda                                                                | Amichevole                                                             | -                                                                      | 46’                                                                    |
| 17-4-2002                                                              | Lisbona                                                                | Portogallo                                                             | 1 – 1                                                                  | Brasile                                                                | Amichevole                                                             | -                                                                      | 46’                                                                    |
| Totale                                                                 |                                                                        | Presenze                                                               | 8                                                                      |                                                                        | Reti                                                                   | 1                                                                      |                                                                        |